# Martínez (Ávila)
Martínez es un municipio de España perteneciente a la provincia de Ávila, en la comunidad autónoma de Castilla y León. Forma parte del partido judicial de Piedrahíta. 

## Historia
En el año 1639, el rey Felipe IV, que hereda un reino dividido y en bancarrota por los muchos gastos que las múltiples guerras acarrean, se ve obligado a vender villas siendo Martínez es una de esas poblaciones, y así por medio de un hombre de negocios llamado Bartolomé de Spínola, Conde de Pezuela de las Torres, vendió a Don Antonio de Valencia todo el término municipal, media legua, en 2800 ducados, y sus 30 vecinos a razón de 15 000 maravedíes cada uno, todo ello en monedas de plata. Se da comisión a Luis Carducho para que diese a Don Antonio de Valencia la posición de jurisdicción.
El nuevo propietario cambia el nombre del pueblo por el de «Villaverde de Valencia». Debido a la tiranía y a la esclavitud a la que son sometidos los habitantes de este pueblo por parte Don Antonio, estos reclaman al rey Felipe, y el rey acepta convertirlos en compradores de sí mismos y de su término municipal en el año 1643 y además ordena el cambio de nombre a «Villa de Martínez».

### SigloXIX
Así se describe a Martínez en la página 264 del tomo XI del Diccionario geográfico-estadístico-histórico de España y sus posesiones de Ultramar, obra impulsada por Pascual Madoz a mediados del siglo XIX:

MARTINEZ

Villa con ayuntamiento de la provincia y diócesis de Ávila (9 leguas), partido judicial de Piedrahita (3), audiencia territorial de Madrid (27), capitanía general de Castilla la Vieja (Valladolid, 23).
Situada en terreno bajo y húmedo. La combaten todos los vientos, con más frecuencia el N y SO. Su clima es frío y sus enfermedades más comunes tercianas y reumas.
Tiene incluso el barrio de San Simones; sobre 100 casas de mediana e inferior construcción, distribuidas en 20 calles y 2 plazas. Hay casa de ayuntamiento, la que sirve de cárcel; escuela de instrucción primaria común a ambos sexos, a la que concurren 70 alumnos que se hallan a cargo de un maestro dotado con 400 [reales]; y una iglesia parroquial (Santo Tomás Apóstol) servida por un párroco, cuyo curato es de segundo ascenso y de provisión ordinaria. Tiene por anejo a Carpio Medianero, en done hay una iglesia (San Martín obispo), que sirve el párroco de la matriz.
Hay 2 ermitas: una titulada San Simón, y la otra Nuestra Señora de la Estrella, ambas con culto público a expensas de los fieles y pertenecientes a un particular. El cementerio se halla detrás de la iglesia, el que tiene 2 puertas y consta de 34 pasos de latitud, y 10 de longitud.
Los vecinos se surten de aguas potables de varias fuentes que se encuentran esparcidas por el término. Este confina N y E Diego Avaro; S Zapardiel de la Cañada, y O Horcajo Medianero.
Se extiende 1/2 legua de N a S e igual distancia de E a O, y comprende el caserío de Montalvo compuesto de una pequeña casa; una dehesa que tiene 14 yugadas de extensión; un monte bastante poblado, que circunda la villa; una dehesa titulada de Castellanos, que tiene 16 yugadas de extensión; otra dehesa que linda con el monte de Zapardiel de 1.000 pasos de latitud y 200 de longitud; una alameda, varios prados naturales, y 1.310 fanegas de tierra, de las que se cultivan 1.136. De ellas 250 de primera suerte destinadas a trigo, 360 de segunda a centeno, y 500 de tercera también a centeno. El terreno es de buena calidad.
Caminos: los que dirigen a los pueblos limítrofes en mediano estado. El correo se recibe de Piedrahita por propio, los miércoles y sábados, y sale los domingos y jueves.
Producciones: trigo, centeno, algarrobas, patatas, garbanzos y otras legumbres; mantiene ganado lanar, cabrío, vacuno y de cerda; cría caza de conejos, liebres, perdices y otras aves.
Industria y comercio: la agrícola, 2 molinos harineros; exportación de los productos sobrantes e importación de los artículos de que carece la villa.
Población: 81 vecinos, 343 almas.

Capital productivo: 790.250 reales. Imponible: 31.610. Industrial y fabril: 4.100. Contribución: 4.411 reales con 17 maravedíes.

## Geografía
Está situado a una altitud de 1098 m y tiene una superficie de 17,20 km². Se encuentra a 70 km de Ávila. Linda con la provincia de Salamanca. Pertenece al partido judicial de Piedrahíta.

## Demografía
Martínez cuenta con una población de 108 habitantes (INE 2024).
| Gráfica de evolución demográfica de Martínez entre 1842 y 2021                                                        |
| |
| Población de derecho según los censos de población del INE. Población de hecho según los censos de población del INE. |